# こんせいそん
こんせいそん（1977年12月30日 - ）は、日本のお笑いタレント。北海道室蘭市出身。

## 略歴・概説
平塚学園高等学校卒業後、大阪芸術大学在学中から活動を開始。学生時代は「落語研究寄席の会」に所属。芸名はサッカー選手のコンセイソンにちなみ、SPARKS GO GOが名付ける。
最初、芸名表記は片仮名書きのコンセイソン。2001年12月に第1回新人お笑い尼崎大賞本選に出場、新人奨励賞を受賞。
2001年6月に漫才コンビを結成後、2002年に芸名が平仮名書きのこんせいそんとなる。コンビは2003年9月、オーディションライブにおいて浅井企画預かりとなるが、2004年11月に解散。
2005年から、こんせいそんはピン芸人、イベント司会、ラジオDJとして活動。
主催ライブ『お笑いプレーオフ!!』は、2001年8月～2015年12月まで、15年にわたり開催。現在休止中。
ネタの時は、ボートレースと掛けたような構成のものや、ツッコミ漫談を披露している。テンションを高くして行うのが特徴。「ドライヤー刑事」「チケットこんちゃん」などの得意ネタや「バケツおケツ」「おしまいししまい」といった必殺ギャグがある。
2011年6月からは、FM HOT839エフエムさがみ「お笑いプレーオフtheRadio」にてDJを担当。
司会業では、有名人・著名人・人気タレントの記念イベントMCも担当。ワンエイトプロモーション・サンケイスポーツ主催「ビジュアルクイーン撮影会inとしまえん」では4年連続司会を担当。
2015年には自身発案のバラエティライブ「POWER POP! POWER LIVE!!」を年4回開催。アイドルユニットやアーティスト、お笑い芸人といった多彩なジャンルが出演。
2013年3月に開催されたボートレース平和島「SG第48回総理大臣杯」と2013年10月「SG第60回ボートレースダービー」において、イベント司会を担当。その後、冠番組・ボートレース平和島公式ニコニコ生放送にて冠番組「こんせいそんのスタジオ生放送!」を開始。
予想から消した選手が活躍することから「デス神」または「東のデス神」と呼ばれ、自身が予想した目を外して買うとよく当たるという"都市伝説"も生まれるほど。
アイドルイベントMC、ボートレース中継MCとしては古参芸人の一人であり、パイオニアを自認している。

## TV(メインMC担当)
- ボートレース平和島公式ニコニコ生放送「こんせいそんのスタジオ生放送！」(2015年7月～番組放映中)
  - 日本初の「6連単」アイドルWenDeeえりかによる予想コーナーも

## TV(ゲスト出演)
- のりノリ天国（サンテレビ）
- にんにんチクビ(インターネットテレビ)
- かすみTV DX 元旦スペシャル(千葉テレビ放送)

### ラジオ
- お笑いプレーオフtheRadio(FM HOT839[エフエムさがみ])

### ライブ(主催)
- お笑いプレーオフ!!
- 福井県・越前大野笑いの全国交流(大野市)
- 福井県三国競艇場「三国競艇お笑いプレーオフ」(坂井市)

単独ライブ
- おしゃべり大魔王!!（2007年10月28日、新宿ゴールデン街劇場）- ライブデビュー10周年記念ライブ
- 「フリー」(2015年12月29日、原宿ストロボカフェ) - 自主ライブ15周年記念

### 掲載誌
- セミイチ（就職セミナー情報誌）- 創刊号表紙